# Edgars Vinters

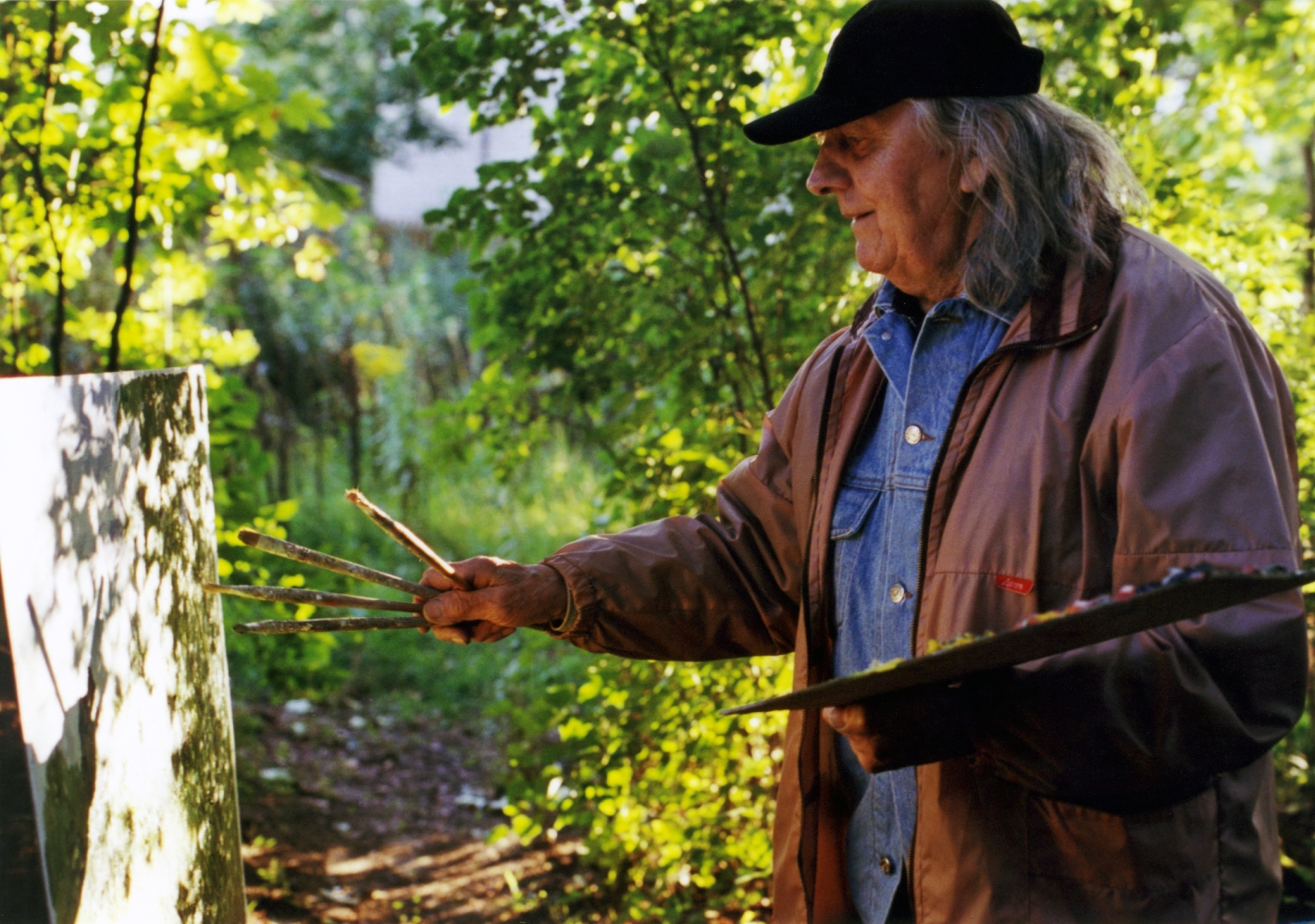
Edgars Vinters (2006)

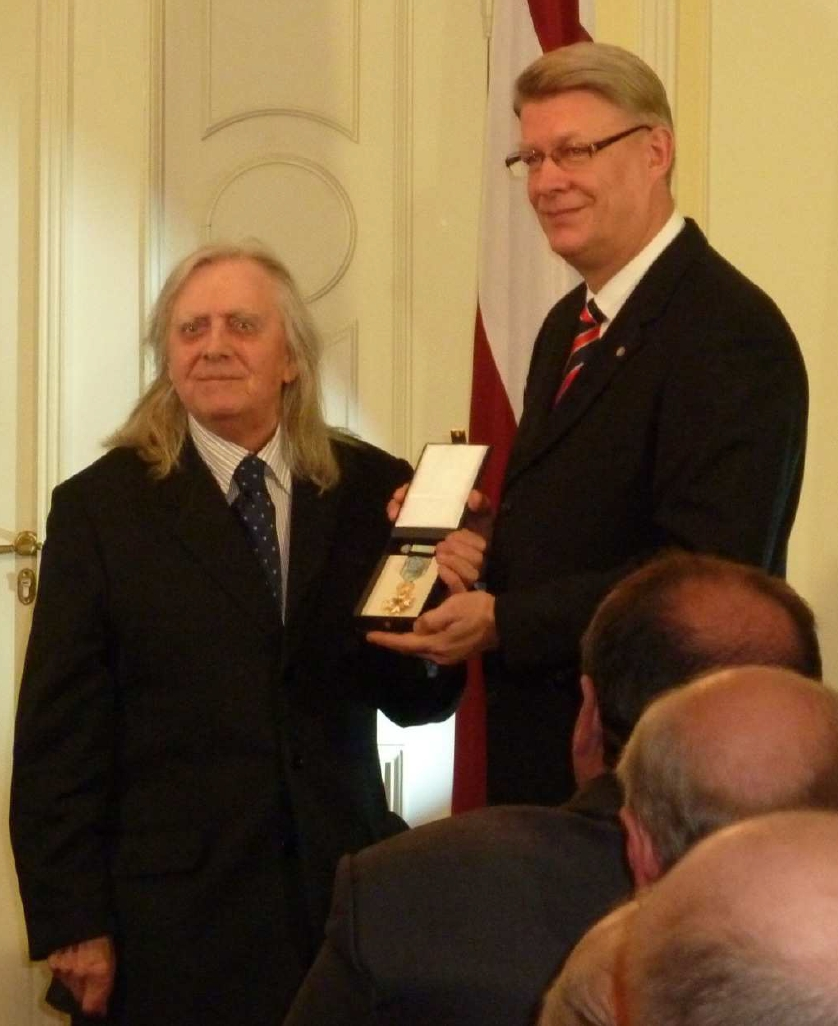
Edgars Vinters und Präsident Valdis Zatlers (2009)

Edgars Vinters (* 22. September 1919 in Riga; † 29. April 2014 ebenda) war ein lettischer Maler.

## Leben
Edgars Vinters war das einzige Kind des Fassaden- und Reklamemalers Hermanis Vinters (1874–1939) und seiner Ehefrau Anna, geb. Kalniņa (1879–1953). Als zehnjähriger Junge lernte er den populären Pastellmaler Voldemārs Irbe kennen, der das Talent des Jungen erkannte, ihm Grundlagen der Pastellmalerei vermittelte und seinen Blick für die Schönheiten der Natur im vermeintlich Unbedeutenden schulte.
Ab 1935 schrieb er kleine Artikel für Kinder- und Jugendzeitschriften, die er mit Federzeichnungen und Linolschnitten bebilderte. Mit den Honoraren trug er zum Schulgeld für die Kommerzschule bei, die er nach einem Schulwechsel bis 1940 besuchte. Durch den Kontakt mit dem Maler Hugo Kārlis Grotuss (1884–1951) ab 1937 änderte Vinters seinen Malstil. Grotuss regte ihn an, die von Irbe herrührende "dunkle Phase" zu beenden, hellere Malgründe zu verwenden und mehr Frische und Farbe in seine Bilder zu bringen. Eine Porzellanfabrik beauftragte ihn, eine Serie Porzellanteller für den Präsidenten Kārlis Ulmanis zu bemalen. Nach dem Abitur 1940 trat Vinters in die Kunstakademie Lettlands ein und studierte bis 1944 bei den Professoren Jānis Kuga, Leo Svemps (1897–1975), Jānis Cielavs, Valdemārs Tone, Jānis Annuss, Kārlis Miesnieks und Vilhelms Purvītis.
Während der deutschen Besatzungszeit veröffentlichte Vinters auch Zeichnungen und Aquarelle in deutschen Zeitschriften.
1944 musste Vinters sein Studium abbrechen; er wurde als Dienstverpflichteter in die lettische Legion einberufen und bei Toruń eingesetzt. 1945 geriet er in sowjetische Gefangenschaft und wurde in ein Lager nahe Moskau verbracht. Dort erkannten russische Offiziere seine Begabung und ermöglichten ihm die Einrichtung eines Orchesters und eines Ateliers. In dieser Zeit entstand eine Serie von Zeichnungen und Gemälden, die Vinters 2012 zum ersten Mal einem Kunstfreund zeigte, der über ihn und sein Werk gearbeitet hatte und die noch im gleichen Jahr in einem Buch veröffentlicht wurden.
Wieder zurück in Riga, konnte er 1947 an einer Oberschule in Riga Kunst und technisches Zeichnen lehren. Nebenher besuchte er zu dieser Zeit die Janis-Rozentāls-Kunstschule und erlangte dort 1949 die für den Lehrerberuf erforderliche Qualifikation.

## Arbeit
Vinters malte gegenständlich, vorwiegend pleinair. Frühe Arbeiten in Kindheit und Jugend zeichnete er mit dem Bleistift und der Tuschfeder, dann befasste er sich kurzzeitig mit Linolschnitten und Pastellarbeiten, um danach das Mittel seiner Malerei, die Ölmalerei zu finden. Immer wieder in seinem Schaffen entstanden auch Aquarellbilder und als Besonderheit in den 70er Jahren Monotypien. Die Ölmalerei blieb aber das Hauptausdrucksmittel der Darstellungen seiner geliebten lettischen Landschaften in allen Jahreszeiten, von Blumen und Stadtansichten.
Während der sowjetischen Zeit waren seine Ausstellungen auf Riga und andere Städte der Lettischen SSR beschränkt. Mit der Befreiung Lettlands 1991 erhielt seine Malerei zunehmend Aufmerksamkeit und Anerkennung. Es kam zuerst zu regelmäßigen Einzelausstellungen in Lettland, dann beginnend 1993 in England und USA und seit 2006 in Deutschland. Zunehmend werden Vinters’ Werke von Galerien weltweit im Kunsthandel angeboten.
Bei einem Staatsbesuch des türkischen Staatspräsidenten Abdullah Gül am 2. April 2013 in Lettland überreichte der lettische Präsident Andris Bērziņš dem Ehepaar Gül als Gastgeschenk ein Gemälde von Edgars Vinters.

Edgars Vinters – Sammlung Hans Joachim Gerber
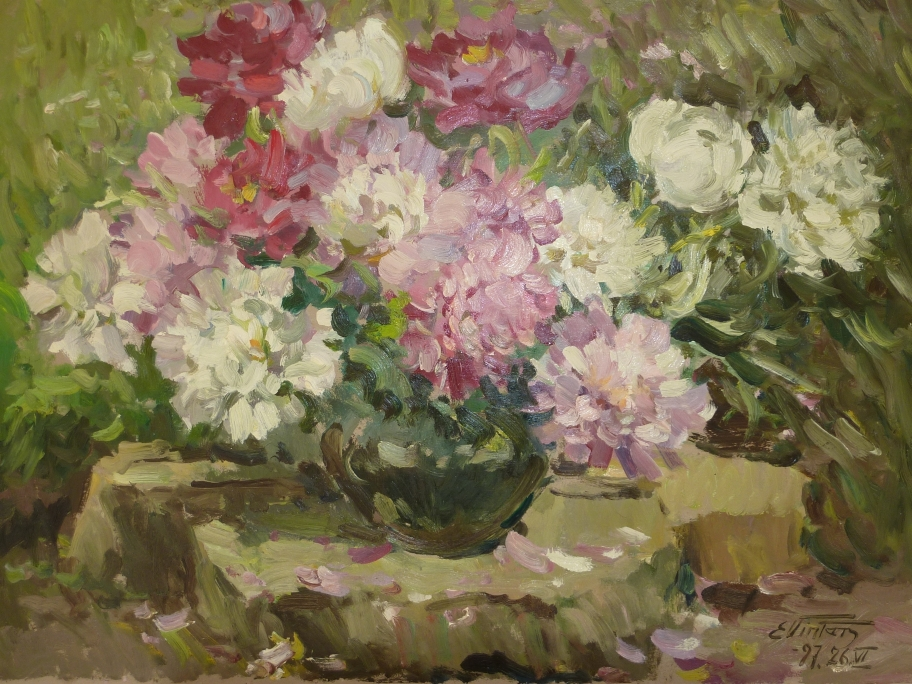
Pfingstrosen Öl auf Malkarton; 70 × 90 cm, 1997
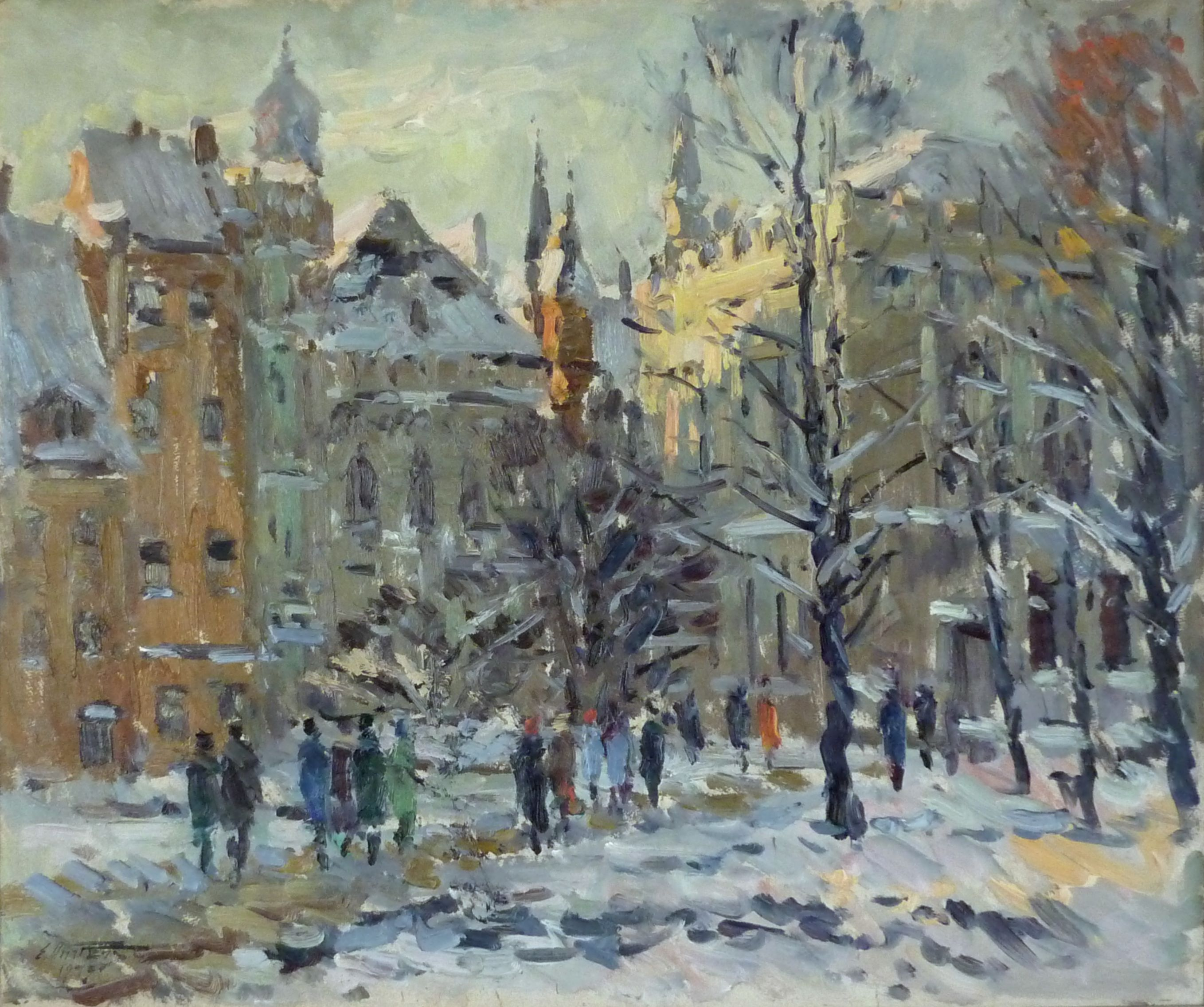
Winternachmittag an der Kleinen und Großen Gilde Riga Öl auf Malkarton; 80 × 95 cm, 1975
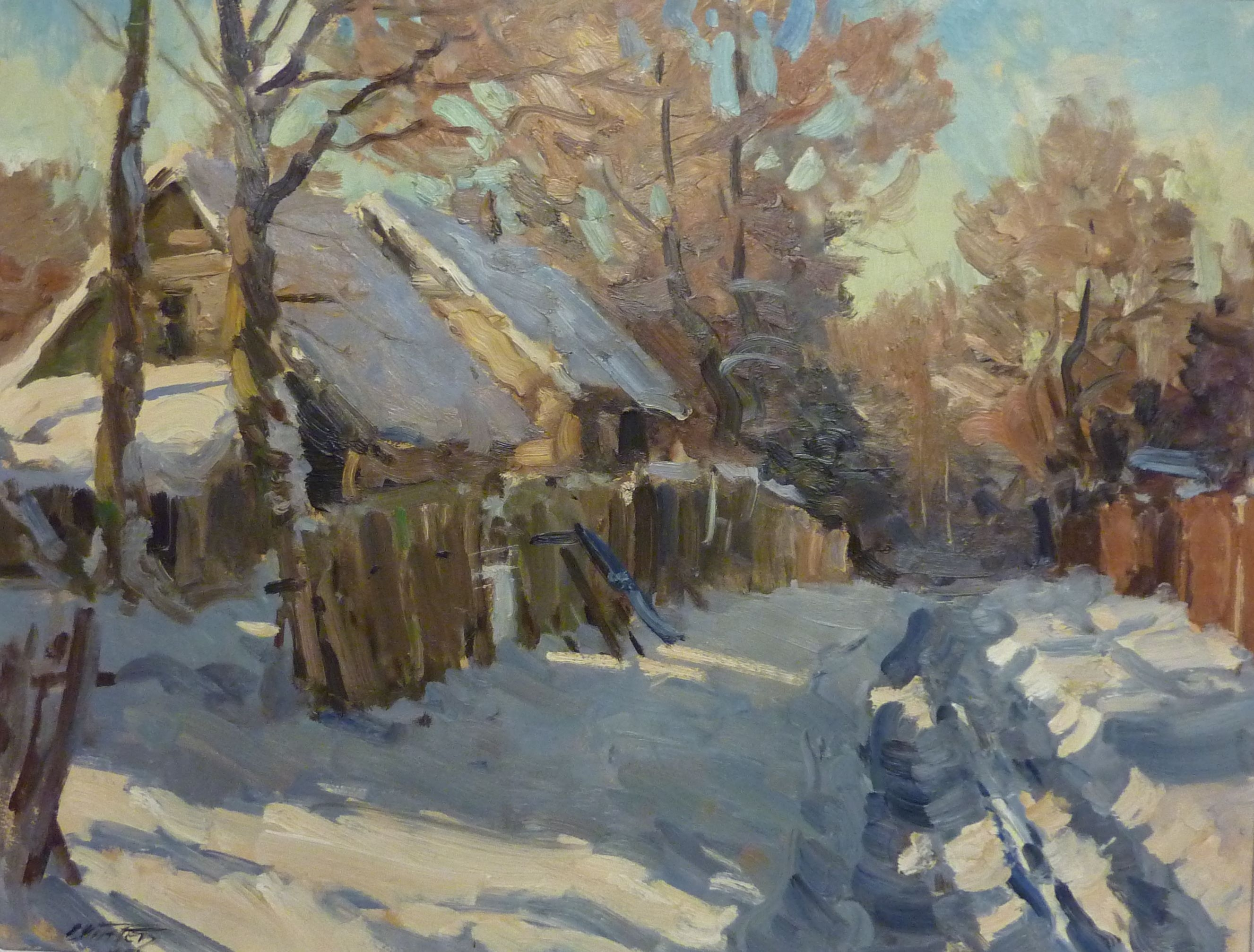
Wintersonne in Līči nahe dem See ‘Juglas ezers’ bei Riga Öl auf Malkarton; 76 × 96 cm, 1970
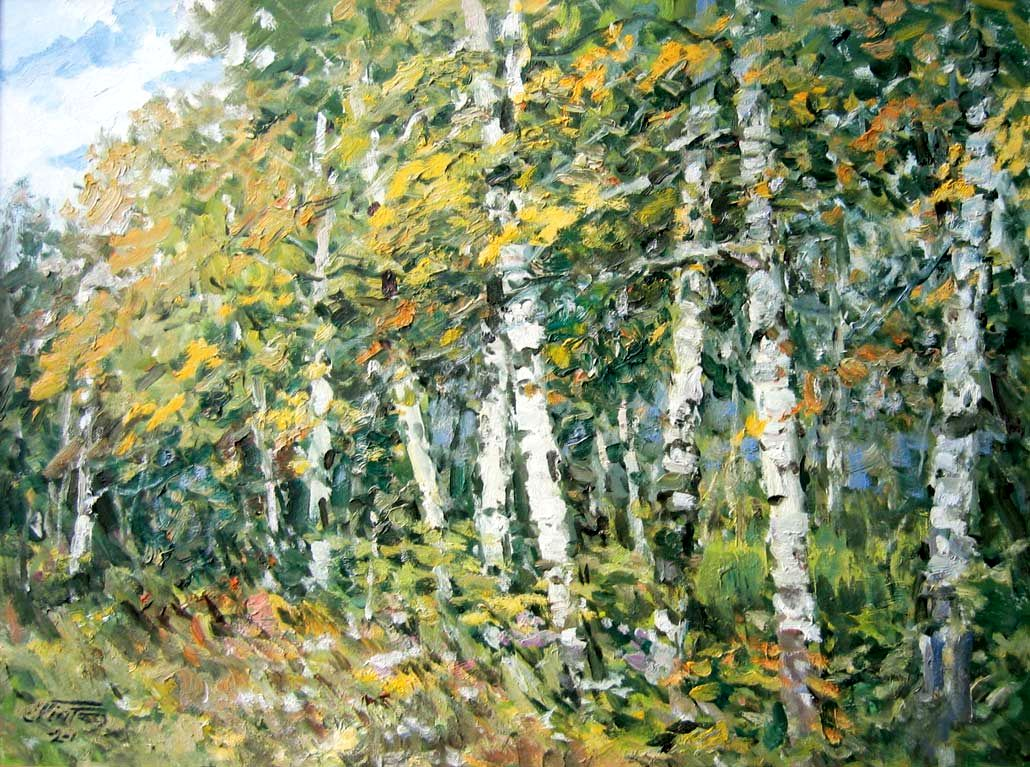
Meine Birken im Sommer, 2001 Öl auf Malkarton 65 × 87 cm
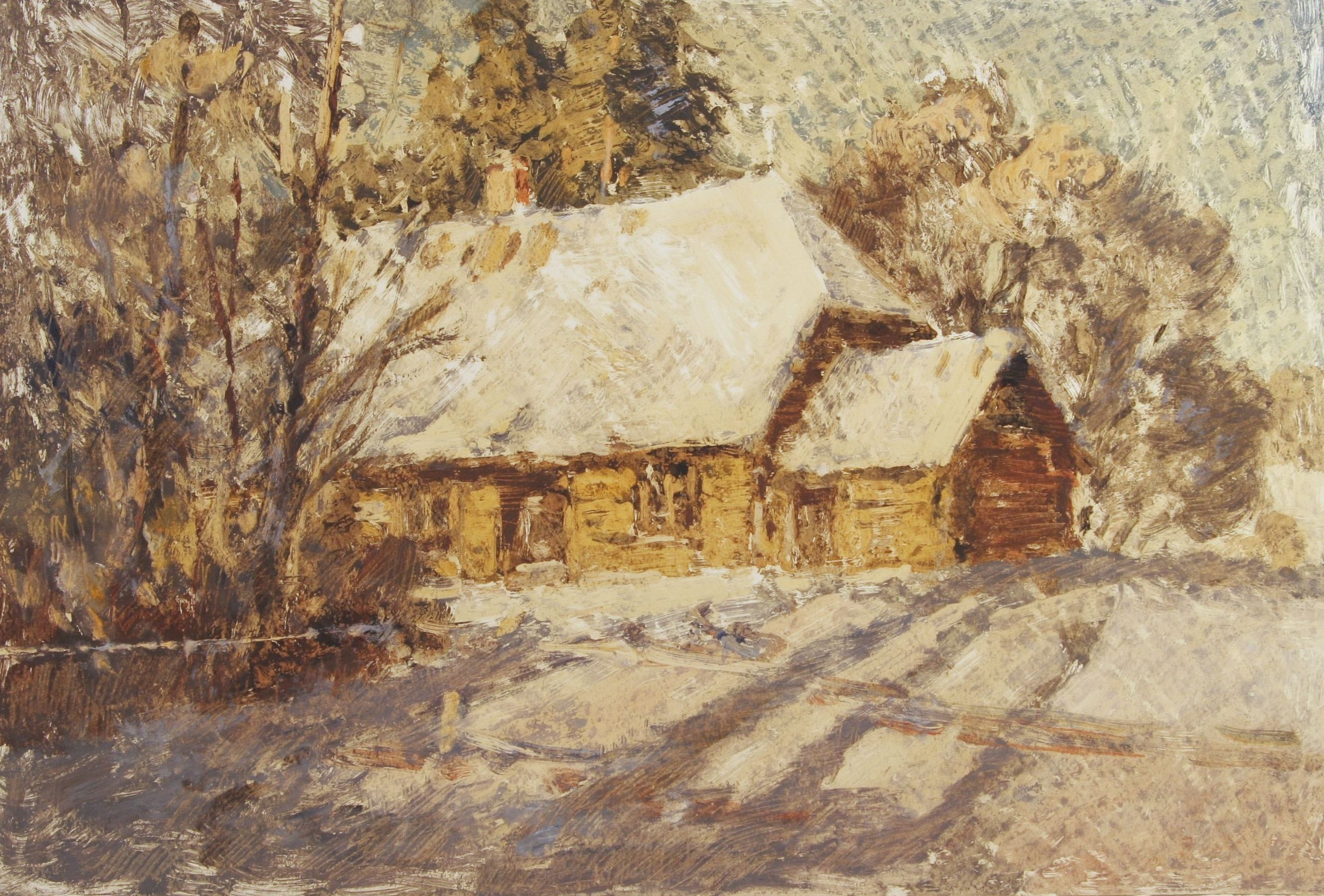
Haus ‘Braki’ des Dichters Rūdolfs Blaumanis im Winter Monotypie, 43 × 61 cm, 1971

## Privatleben
1951 heiratete Vinters die Lehrerin und Kollegin Helma Krause. 1958 wurde der Sohn Ilmārs geboren.
Am 2. Mai 2014 wurde Vinters auf dem Waldfriedhof Nr. 1 (1. Meža kapi) im Nordosten von Riga neben seiner Mutter begraben.

## Auszeichnungen
Edgars Vinters erhielt am 16. November 2009 aus der Hand von Präsident Valdis Zatlers den Drei-Sterne-Orden im Range eines Offiziers.

## Edgars Vinters Studio in Dunte
Am 10. Juni 2017 wurde in Dunte / Lettland das „Edgara Vintera studija“ (Edgars Vinters Studio) eröffnet. Die Landschaft um Dunte bot Vinters oft reizvolle Motive für seine Malerei.
In einem Anbau zu dem Münchhausen-Museum wird mit Ölgemälden, Aquarellen und Monotypien ein Querschnitt durch Edgars Vinters’ Lebenswerk gezeigt. Darüber hinaus wird mit einer Serie von Photos das Leben des Künstlers beschrieben und in Filmausschnitten gezeigt, wie der Künstler ‘pleinair’ malte.

## Gemeinschaftsausstellung Malerei und Foto
Edgars Vinters hat in den Jahren 1972 bis 2010 viele Stadtszenen von Alt-Riga gemalt. Die Kunstplattform ART PLATZ zeigte eine Auswahl dieser Bilder 2020 in der Ausstellung Atskaites punkts - Starting Point im Lettischen Nationalhistorischen Museum (Latvijas Nacionālais vēstures muzejs, LNVM). Speziell dafür wurden dieselben Stadtansichten des Fotografen Mārtiņš Kudrjavcevs  aus dem Jahr 2020 gegenübergestellt. Die beiden unterschiedlichen Generationen angehörenden Künstler charakterisierten mit Mitteln ihrer Kunst Alt-Riga, wie sie es sahen. Altmeister Vinters Malerei stellt die gepflasterten Straßen und die historischen Kirchen mit ihrem ewigen Aussehen dar während Kudrjavcevs' Fotografien deutlich die Veränderungen der Zeit zeigen.